# Георги Илиев Тодоров
Георги Илиев Тодоров е български футболист, офанзивен полузащитник. Роден е във Видин на 10 август 1990 г.

## Кариера
Започва да тренира футбол през 1998 г. в школата на Бдин (Видин) при треньора Петър Мирчев. През август 2004 постъпва в Академия Литекс, а където тренира под ръководсвото на Христо Данчев, Евгени Колев и Петко Петков. На 6 юни 2009 дублиращия отбор на Литекс побеждава като гост дубъла на ЦСКА с 3:4, а Георги отбелязва хеттрик. Официалният му дебют за мъжете е на 13 юни 2009 в последния 30-кръг на А футболна група, когато „оранжевите“ побеждават като гости Спартак (Варна) с 4:0. След края на сезона на 23 юни 2009 младият футболист преминава в ЦСКА (София). Поради неуредени финансови взаимоотношения между двата клуба футболистът не взима участие в нито един мач през есенния полусезон, а участва само в няколко контроли. От началото на 2010 г. е преотстъпен за срок от шест месеца на родния Бдин с когото се състезава в Западна Б група. Преминава за кратко в Пирин (Гоце Делчев) през сезон 2011/2012, но напуска поради конфликт с треньора и се завръща в Бдин. През сезон 2016/17 г. играе за Партизани (Макреш). През 2018 г. прекратява кариерата си.